# Panicum amarum
Panicum amarum là một loài thực vật có hoa trong họ Hòa thảo. Loài này được Elliott mô tả khoa học đầu tiên năm 1816.

## Hình ảnh

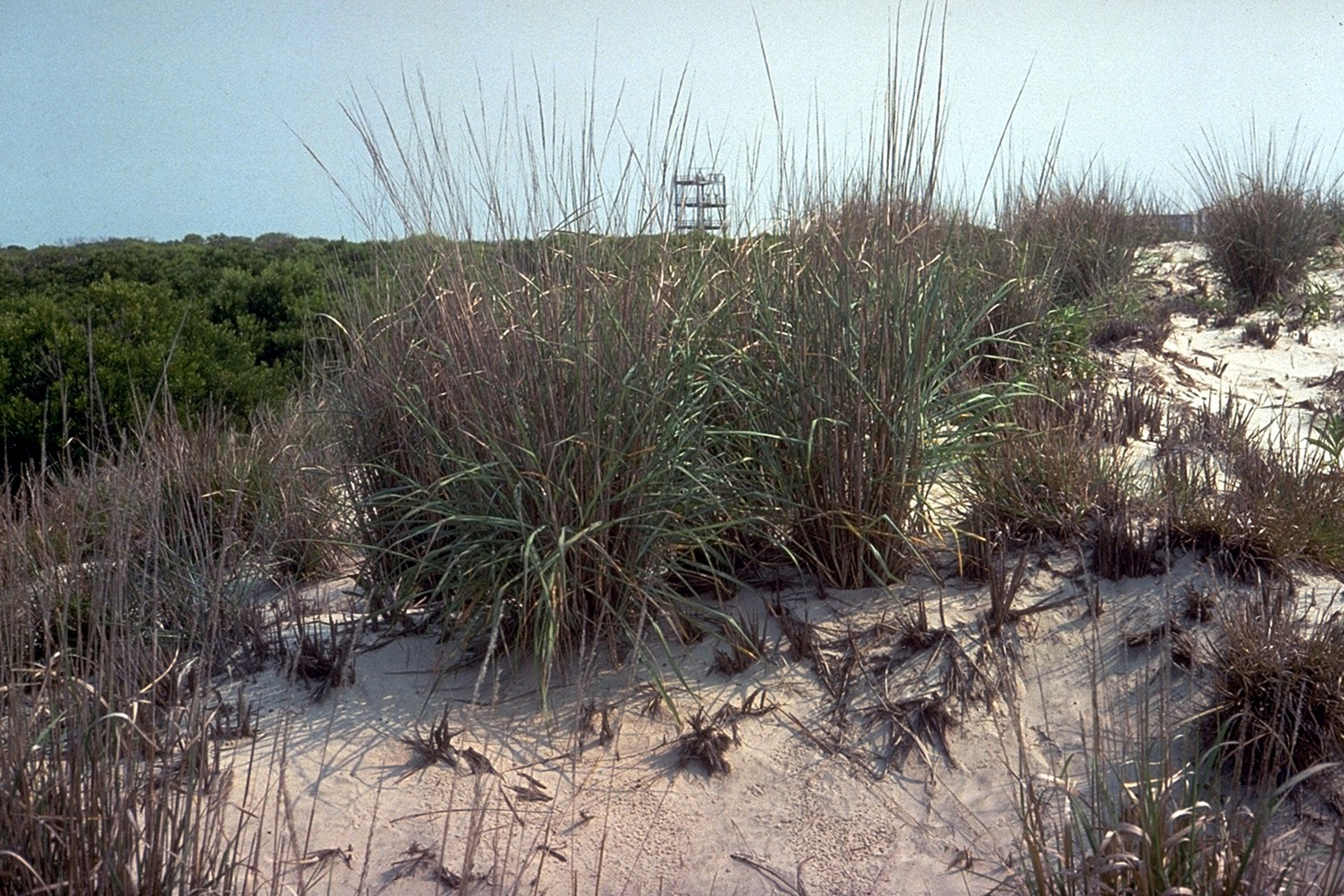